# Папіруси Честера Бітті

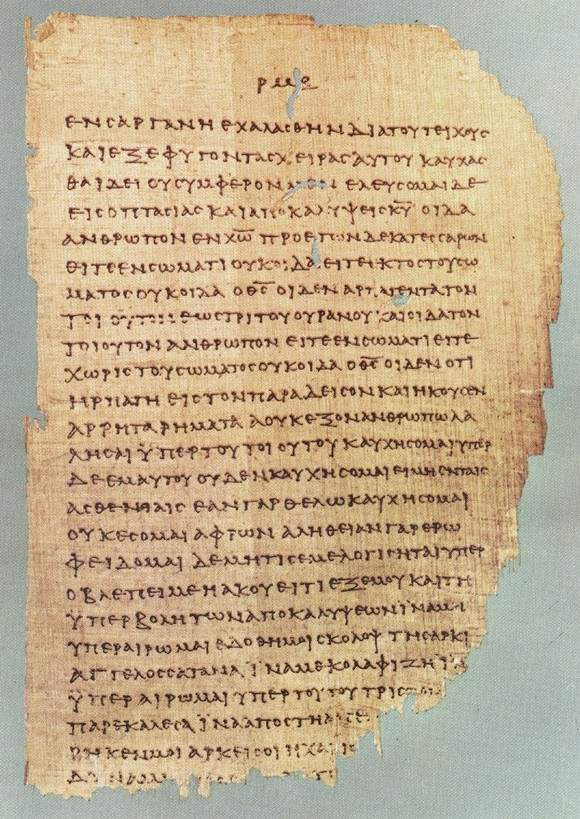
Папірус 46, 2-е послання до коринтян

Папіруси Честера Бітті (англ. Chester Beatty Papyri) — група ранніх рукописів Біблії, виконаних на папірусі. 

## Історія
Рукописи написано давньогрецькою мовою. Загалом існує 11 біблійних папірусів Честера Бітті: сім папірусів містять уривки зі Старого Заповіту, три — уривки з Нового Заповіту (за каталогом Грегорі-Аланда це номери P45, P46 і P47), ще один папірус містить частини апокрифічної ефіопської книги Еноха та невідомої гомілії. Науковці датують ці папіруси переважно III ст. н. е. Більшість з папірусів зберігається в Бібліотеці Честера Бітті (Дублін), деякі — в бібліотеці Мічиганського університету (США).
За припущенням фахівців папіруси спершу потрапили на ринок антикваріату нелегальним шляхом. Через це залишаються нез'ясованими обставини відкриття цих документів. За одним із припущень папіруси було знайдено у глиняних глечиках на одному з коптських цвинтарів неподалік від руїн давнього міста Афродітополіс (поряд з сучасним містом Атфіх). За іншою теорією колекцію знайшли біля міста Фаюм на території якоїсь християнської церкви чи монастиря. Більшість цих папірусів придбав колекціонер Альфред Честер Бітті, тож на честь ного вони й названі, хоча кілька фрагментів були придбані Мічиганських університетом з інших джерел.
19 листопада 1931 року папіруси вперше були представлені публіці. Папіруси були описані й опубліковані Фредеріком Г. Кеньйоном. Видання у 8-и томах під назвою The Chester Beatty Biblical Papyri: Descriptions and Texts of Twelve Manuscripts on Papyrus of the Greek Bible виходило з 1933 по 1958 роки. В науковій літературі використовується термін P. Chester Beatty, а сам папіруси нумеруються римськими цифрами від I до XI.